# Strangalia flavocincta
Strangalia flavocincta es una especie de escarabajo longicornio del género Strangalia, categorizada en la tribu Lepturini, de la subfamilia Lepturinae. Fue descrita por Thomson en 1861.

## Descripción
Mide 12-19,3 mm de longitud.

## Distribución
Se distribuye por Bolivia y Brasil.